# تخور کلونو
تخور کلونو (انگلیسی: Trévor Clévenot؛ زادهٔ ۲۸ ژوئن ۱۹۹۴) بازیکن والیبال اهل فرانسه است.
از باشگاه‌هایی که در آن بازی کرده‌است می‌توان به باشگاه والیبال کوپرا پیاچنزا اشاره کرد.